# Grande Clássico Moscovita
O Grande Dérbi Moscovita é o confronto entre dois dos principais clubes russos de futebol: o Spartak e o CSKA, ambos da capital, Moscou, sendo popularmente reconhecido como a maior rivalidade do futebol russo.[carece de fontes?]
| Spartak | CSKA |

## História

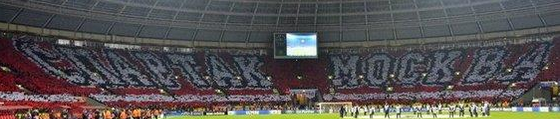
Torcida do Spartak.

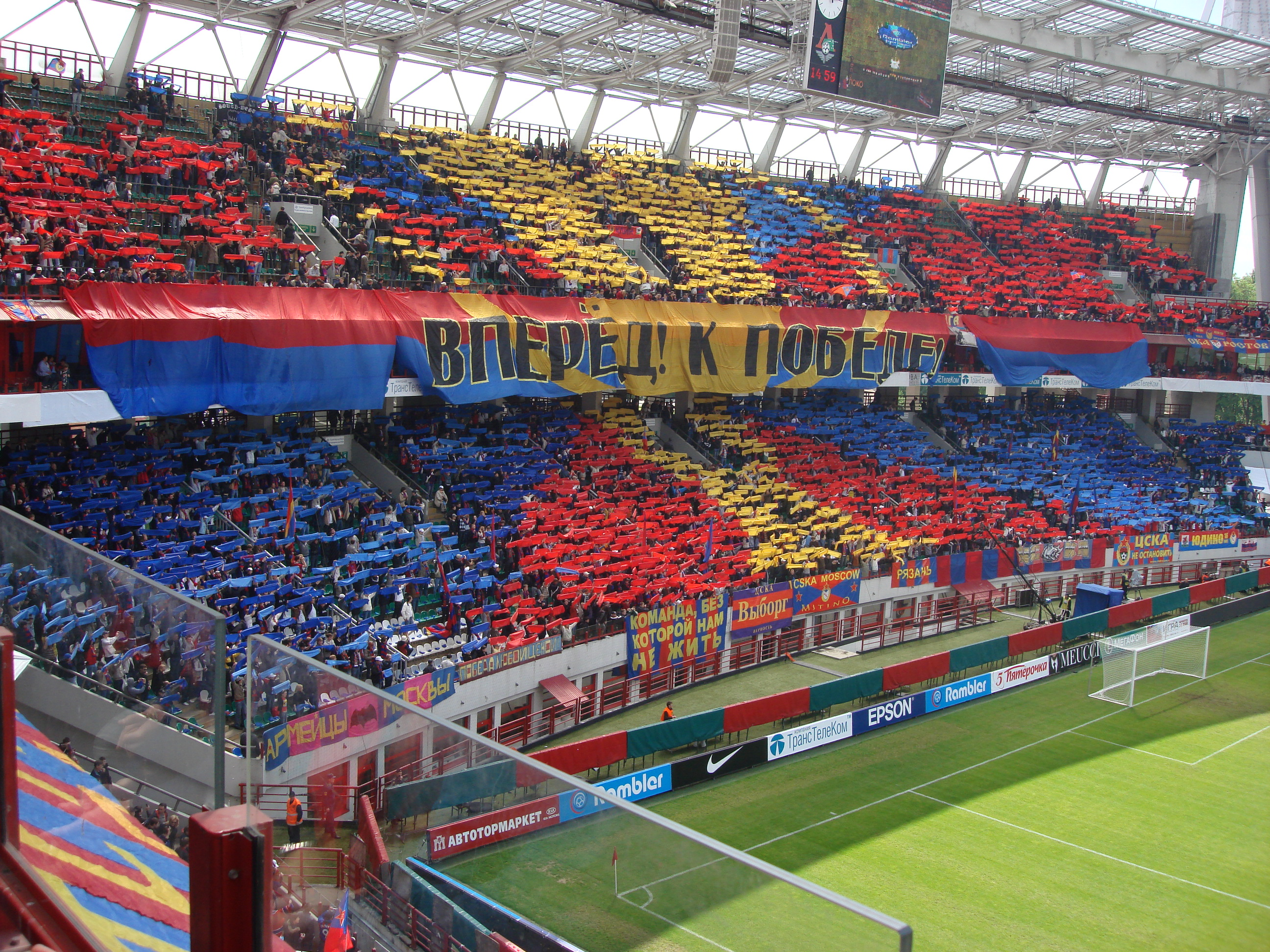
Torcida do CSKA.

A rivalidade tem origem na chegada do futebol à Rússia. Em 1911, foi estabelecida em Moscou uma agremiação futebolística do exército, o OLLS, que tinha por filosofia a utilização do recém-chegado futebol como um meio de aprimoramento da disciplina e preparação para a guerra. Naquela época, em que ainda vigorava o Império Russo, as práticas de atletismo ainda dominavam, e não havia qualquer organização que propiciasse um torneio oficial para o futebol.[carece de fontes?]
Nessa mesma época, jovens de bairros operários, formados basicamente por cortiços e monturos, utilizavam-se do futebol como um meio de socialização e proteção de uma atmosfera de pobreza, criminalidade e violência que assolava a população mais pobre que lá vivia. Assim como no meio militar, o futebol também cresceria entre os trabalhadores de um dos bairros mais pobres da capital russa, a Presnya, levando à fundação da equipe Krasnaya Presnya.[carece de fontes?]
O futebol se desenvolveria rapidamente, e a prática amadora logo receberia o nome de "futebol marginal", visto com desdém pela sociedade, que o considerava um sinônimo de vadiagem e ócio, enquanto o futebol profissional, utilizado para fins de treinamento, era visto com prestígio. Essa divisão tornou-se evidente com a perseguição das autoridades, inclusive o exército, do qual o OLLS fazia parte, contra as equipes amadoras, entre elas o Presnya, que tinha muito prestígio entre a classe trabalhadora. Com o passar dos anos, o futebol foi se popularizando, até que com a Revolução de 1917, as equipes amadoras foram finalmente aceitas, com o estabelecimento de uma divisão específica para o futebol amador. Em 1923, o OLLS mudaria seu nome para OPPV, e em 1935, o Presnya mudaria seu nome para Spartak. Posteriormente, em 1960, o OPPV passaria a se chamar CSKA, nome que carrega até hoje.[carece de fontes?]
Em 1936, foi inaugurado o Campeonato Soviético de Futebol, e a partir de então, o Spartak e o OPPV (CSKA) passaram a disputar o mesmo título, que foi ganho primeiramente pelo Spartak. Se concretizava aí a rivalidade entre os dois clubes, potencializada pelos ressentimentos de anos de divisão, com um representando o futebol amador, agressivo, rebelde, enquanto o outro representa um futebol que sempre visou a ordem, a disciplina.[carece de fontes?]

## Estatística

### Confrontos diretos
Cada clube tem suas próprias estatística acerca das partidas entre as duas equipes.

#### Spartak

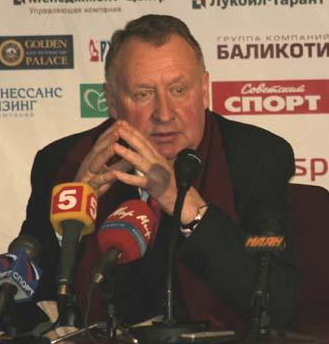
Vladimir Fedotov é ídolo do CSKA, onde jogou entre 1960 e 1975, e também do Spartak, que dirigiu entre 2003 e 2008.

| Vitórias | Empates | Derrotas |
| -------- | ------- | -------- |
| 39       | 16      | 29       |

(até maio de 2013)

#### CSKA
| Vitórias | Empates | Derrotas |
| -------- | ------- | -------- |
| 34       | 19      | 36       |

(até maio de 2013)

### Recordes
- Maior vitória do Spartak no Campeonato de Moscou — 8:0.[carece de fontes?]
- Maior vitória do CSKA no Campeonato de Moscou — 6:1.[carece de fontes?]
- Maior vitória do Spartak no Campeonato da URSS — 5:0.[carece de fontes?]
- Maior vitória do CSKA no Campeonato da URSS — 5:1.[carece de fontes?]
- Maior vitória do Spartak no Campeonato Russo — 6:0.[carece de fontes?]
- Maior vitória do CSKA no Campeonato Russo — 5:1.[carece de fontes?]
- Maior vitória do Spartak na Copa da URSS — 4:0.[carece de fontes?]
- Maior vitória do CSKA na Copa da URSS — 3:0.[carece de fontes?]
- Maior vitória do Spartak na Copa da Rússia — 1-0[carece de fontes?]
- Maior vitória do CSKA na Copa da Rússia — 3:0.[carece de fontes?]
- Maior número de gols — 9 (4:5 para o Spartak).[carece de fontes?]
- Maior público — 105 000 torcedores, em 8 de junho de 1959, 25 de julho de 1960 e 4 de outubro de 1962.[carece de fontes?]
- Menor público — 4 000 torcedores, em 24 de outubro de 1993.[carece de fontes?]
- Estádio que mais recebeu o clássico — Luzhniki, 64 vezes.[carece de fontes?]
- Artilheiro do clássico — Vagner Love, com nove gols. Serguei Salnikov marcou 7 gols para o Spartak.[1]